# Звернення до абсурдності

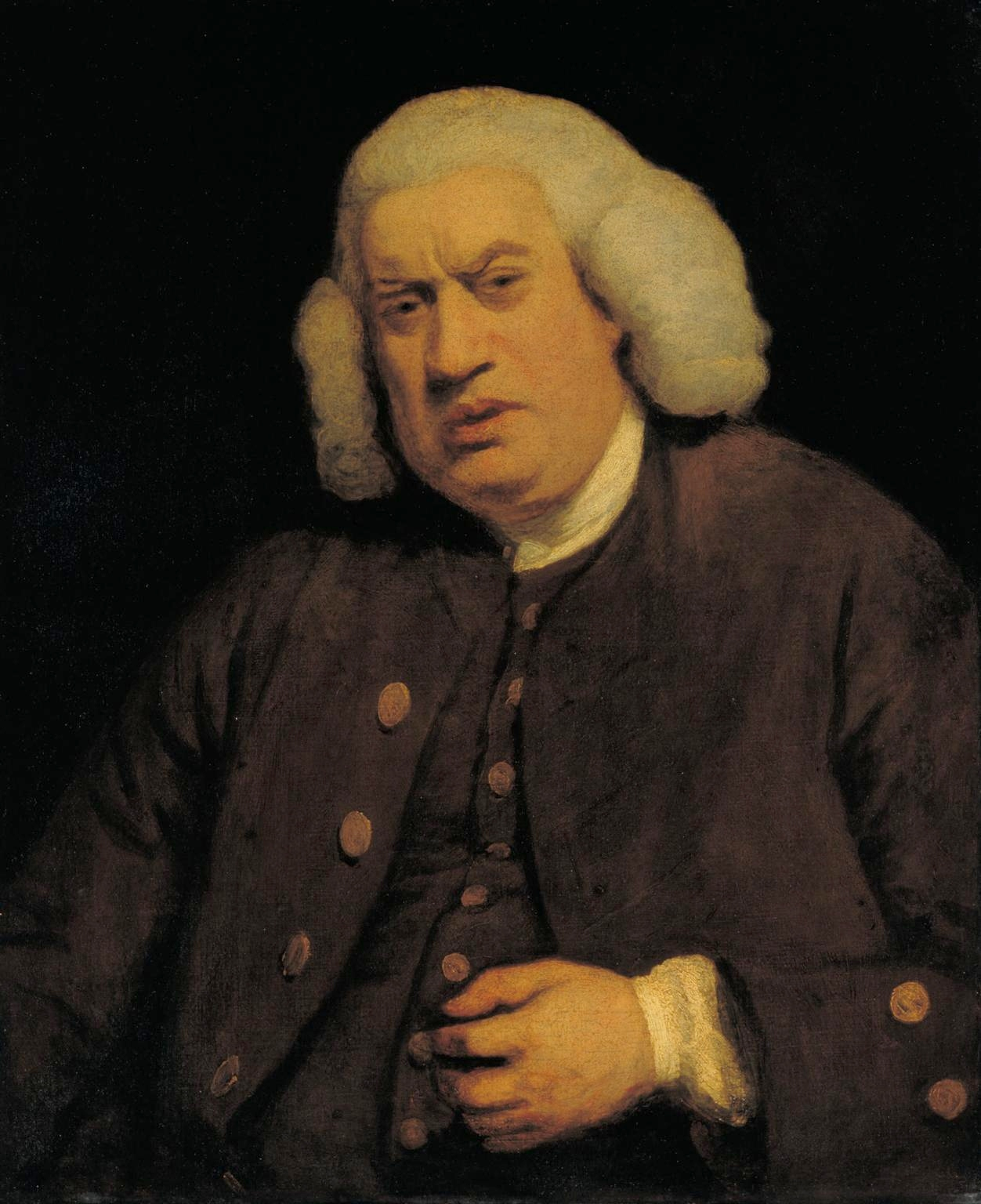
Портрет Семюеля Джонсона роботи Джошуа Рейнольдса

Звернення до абсурдності (лат. Argumentum ad lapidem, дослівно: — «звернення до каменя») — логічна хиба, що полягає у запереченні якогось твердження як абсурдного без обґрунтування цієї абсурдності .

Аргументація ad lapidem є хибною тому, що вона не враховує суті претензії в суперечці.
Походження фрази пов'язують з Семюелем Джонсоном (англ. Samuel Johnson), який, спростовуючи філософську тезу єпископа Берклі (англ. George Berkeley) — «Матерія не може існувати поза її сприйняттям» — ударив об камінь так, що його нога аж відскочила, і промовив: «Таким чином я спростував це». Очевидно, Джонсон не спростував, а радше проігнорував аргументацію Берклі: докази існування каменя (вигляд, звук, відчуття удару об камінь) усе-таки сприймаються відчуттями. Ця невдала спроба заперечення поглядів Берклі розглядається як «просте звільнення від аргументів Берклі»

## Приклад
- Співрозмовник А: Інфекційні хвороби спричиняються мікробами.
- Співрозмовник B: Що за смішна думка!
- Співрозмовник А: Чому?
- Співрозмовник B: Тому, що це явне безглуздя.

Коментар: Співрозмовник B не наводить жодних доказів чи міркувань і навіть «тисне» на А, стверджуючи, що його твердження є за своєю суттю абсурдним.